# Киноват
Киноват (в низовье Ушайра) — река в Омской области России, протекает по Знаменскому району. Впадает в озеро Саратовское в правобережье Иртыша на высоте 53 м над уровнем моря. К северу от устья находится село Качуково. Длина реки составляет 17 км.

## Данные водного реестра
По данным государственного водного реестра России относится к Иртышскому бассейновому округу, водохозяйственный участок реки — Иртыш от впадения реки Омь до впадения реки Ишим, без реки Оша, речной подбассейн реки — бассейны притоков Иртыша до впадения Ишима. Речной бассейн реки — Иртыш.